# Anton Tamarut (1960.)
Anton Tamarut (Novalja, 29. kolovoza 1960.), hrvatski rimokatolički svećenik Krčke biskupije, teolog i pjesnik, profesor Katoličko bogoslovnog fakulteta u Zagrebu.

## Životopis
Rođen u Novalji na Pagu. Završivši osnovnu školu, sjemenište je pohađao u Pazinu pa u Zadru. Maturirao je 1979. godine. Otišao je u Rijeku na filozofsko-teološki studij, koji je natsavio 1982. u Rimu na Gregoriani, papinskom sveučilištu. Antonov stric Anton Tamarut, netom zaređen za šibenskog biskupa, zaredio je sinovca za svećenika 31. ožujka 1986. u rodnoj župi u Novalji. Tamarut je magistrirao dogmatsku teologiju 1987. u Rimu. Nakon toga bio je svećenik u Krku u biskupskom ordinarijatu jednu godinu te četiri godine, do 1992., u Rijeci u Bogoslovskom sjemeništu. Doktorirao 1993. na Gregoriani na Teološkom fakultetu tezom na njemačkom Slika Božja kao teološko mjesto nauka o milosti. Milost kao blizina Boga u djelima Ivana Goluba (Bild Gottes als locus theologicus der Gnadenlehre : die Gnade als Nahe Gottes in den Werken von Ivan Golub). Iste godine postao je predavač dogmatske teologije na Teologiji u Rijeci. Radi i u pastoralu. U Zagrebu je od 2003. gdje predaje na KBF-u. Područje posebna Tamarutova zanimanja su teološka antropologija i sakramentologija. Aktivan u laičkoj udruzi Kršćanski kulturni centar, čiji je duhovnik. Na KBF-u predaje izborni predmet Čovjek kao slika Božja i Umjetnost kao locus theologicus te seminar Teologija prijateljstva.
Piše pjesme na čakavštini. Uvršten u antologiju Čakavsko pjesništvo XX. stoljeća : tusculum antologija koju je priredio Milorad Stojević.

## Djela
Objavio knjige Obiteljsko lice Crkve, Bog - otac i majka, Da bimo imali udjela s Kristom : izabrane teme iz sakramentalne teologije, Dom ljubavi i kršćanske radosti : teologija i duhovnost braka i obitelji : molitva prije i poslije zajedničkoga obiteljskog blagovanja : obiteljska služba riječi : obiteljska molitva krunice, Euharistija : otajstvo vjere i dar života, Oduševljeno bez fanatizma : teološka razmišljanja, Smijem biti slab : teologija za svaki dan, Stvoren za ljubav : kršćanski pogled na čovjeka, Volim kad se smiješ, zbirke pjesama Nasmijana svjetlost svijeta, Sjemenke svjetlosti i Volim kad se smiješ. Članke objavio u Riječkom teološkom časopisu, Bogoslovskoj smotri, Crkvi u svijetu, Studia lexicographica, Radovi Leksikografskoga zavoda "Miroslav Krleža". Razdio za društvene i humanističke znanosti, i pjesme u Književnoj Rijeci. Urednik knjige Svijetli trag.